# The Golden Ball and Other Stories
The Golden Ball and Other Stories (A mina de ouro, no Brasil) é um livro de Agatha Christie composto por quinze contos de estórias que vão do macabro light ao romântico , publicado nos Estados Unidos em 1971.

## Contos que compõem a obra
- The Listerdale Mystery (O Mistério de Lorde Listerdale)
- The Girl in the Train (A Moça do Trem)
- The Manhood of Edward Robinson (A Bravura de Edward Robinson)
- Jane in Search of a Job (Jane Procura Emprego)
- A Fruitful Sunday (Um Domingo Frutífero)
- The Golden Ball (A Mina de Ouro)
- The Rajah's Emerald (A Esmeralda do Rajá)
- Swan Song (O Canto do Cisne)
- The Hound of Death (O Cão da Morte)
- The Gypsy (A Cigana)
- The Lamp (O Lampião)
- The Strange Case of Sir Arthur Carmichael (O Estranho Caso de Sir Arthur Carmichael)
- The Call of Wings (O Chamado das Asas)
- Magnolia Blossom (Flor de Magnólia)
- Next to a Dog (Não Fosse o Cachorro)